# Tournoi de tennis de Moscou River Cup
Ne doit pas être confondu avec Tournoi de tennis de Moscou.
Le tournoi de tennis de Moscou River Cup (Russie) est un tournoi de tennis féminin du circuit professionnel WTA.
Il est créé en 2018 en remplacement du tournoi de Båstad et ne doit pas être confondu avec le tournoi de Moscou de catégorie « WTA Premier », mieux doté financièrement et qui se joue en fin de saison sur dur. 1 seule édition s'est tenue.

## Palmarès

### Simple
| No | Date       | Nom et lieu du tournoi                       | Catégorie | Dotation  | Surface      | Vainqueure     | Finaliste          | Score          |         |
| -- | ---------- | -------------------------------------------- | --------- | --------- | ------------ | -------------- | ------------------ | -------------- | ------- |
| 1  | 23-07-2018 | Moscow River Cup presented by INGRAD, Moscou | Intern'l  | 626 750 $ | Terre (ext.) | Olga Danilović | Anastasia Potapova | 7-5, 61-7, 6-4 | Tableau |

### Double
| No | Date       | Nom et lieu du tournoi                      | Catégorie | Dotation  | Surface      | Vainqueures                       | Finalistes                         | Score    |         |
| -- | ---------- | ------------------------------------------- | --------- | --------- | ------------ | --------------------------------- | ---------------------------------- | -------- | ------- |
| 1  | 23-07-2018 | Moscow River Cup presented by INGRAD Moscou | Intern'l  | 626 750 $ | Terre (ext.) | Anastasia Potapova Vera Zvonareva | Alexandra Panova Galina Voskoboeva | 6-0, 6-3 | Tableau |